# Westliche Heidekraut-Wühlmaus

Skizze des Verbreitungsgebiets

Die Westliche Heidekraut-Wühlmaus (Phenacomys intermedius) ist ein im westlichen Nordamerika verbreitetes Nagetier und bildet zusammen mit der Östlichen Heidekraut-Wühlmaus (Phenacomys ungava) die Gattung Phenacomys.

## Merkmale
Ein kurzer Schwanz, der nur maximal 42 mm Länge erreicht, unterscheidet die Art von der östlichen Schwesterart. Die Gesamtlänge variiert zwischen 130 und 153 mm, der Schwanz ist 26 bis 42 mm lang und die Hinterfüße sind 16 bis 18 mm lang, während die Ohren 11 bis 17 mm Länge erreichen. Die Tiere können in ihrem Verbreitungsgebiet leicht mit der Rocky-Mountains-Wühlmaus (Microtus montanus) verwechselt werden. Die Haare des oberseitigen Fells haben graue und braune Abschnitte, was ein gesprenkeltes Aussehen (agouti) erzeugt. Unterseits kommt hellgraues bis weißes Fell vor. Typisch sind orange Borsten in den Ohren. Der Schwanz ist deutlich in eine dunkle Oberseite und eine helle Unterseite aufgeteilt. Die auffällig langen Vibrissen erreichen die Schultern, wenn sie zurückgebogen werden. Von den paarig angeordneten Zitzen liegen vier auf der Brust und mindestens zwei im Leistenbereich. Das vierte Paar kommt entweder auf dem Bauch oder ebenfalls im Leistenbereich vor. Die 16 Zähne im Gebiss verteilen sich nach der Zahnformel I 1/1, C 0/0, P 0/0, M 3/3. Der diploide Chromosomensatz besteht aus 56 Chromosomen (2n=56).

## Verbreitung
Die Westliche Heidekraut-Wühlmaus hat mehrere disjunkte Populationen in den Rocky Mountains und in umliegenden Gebirgszügen. Das Verbreitungsgebiet reicht von British Columbia und Alberta in Kanada bis in den Norden von Kalifornien, Arizona und New Mexico in den Vereinigten Staaten. Diese Wühlmaus lebt im Flachland und in Gebirgen bis 3000 Meter Höhe. Sie hält sich in offenen Nadelwäldern, in Heidelandschaften, in der südlichen Tundra, in Strauchflächen und auf moosdurchsetzten Grasflächen auf.

## Lebensweise
In der warmen Jahreszeit gräbt jedes erwachsene Tier einen Bau. Im Winter liegt der Bau in der Schneedecke und wird von einer kleinen Gruppe nahe verwandter Exemplare genutzt. Das Nest wird mit Gräsern, Moosen und Blättern gepolstert. Der Bau liegt maximal 20 cm unter der Oberfläche, obwohl er häufiger direkt unter einem Stein oder Holzklotz liegt. Zur Winterzeit bilden Flechten eine Schutzschicht zum Schnee. Soweit bekannt, wird der Kot in oberirdischen Latrinen hinterlassen. Im Sommer zählen vor allem grüne Pflanzenteile, Beeren und Pflanzensamen zur Nahrung. Die Winternahrung dieser Wühlmaus besteht aus Rinde, jungen Trieben und Heidepflanzen. Diese werden im Bau auf Vorrat gehalten, da die Art keinen Winterschlaf hält. Die Westliche Heidekraut-Wühlmaus fällt selbst mittelgroßen Raubtieren, wie dem Fichtenmarder, dem Langschwanzwiesel und dem Hermelin sowie Raubvögeln zum Opfer.
In tieferen lagen liegt die Fortpflanzungszeit zwischen Mitte Juni und Anfang September. Bei älteren Weibchen können in dieser Zeit zwei Würfe vorkommen. Nach 19 bis 24 Tagen Trächtigkeit enthält ein Wurf 3 bis 4 oder 4 bis 6 (ältere Weibchen) Neugeborene. Jungtiere wiegen bei Geburt etwa 2 g und sie beginnen nach etwa 13 Tagen mit fester Nahrung. Nach ungefähr 19 Tagen werden sie nicht mehr gesäugt. Je nach Verbreitung paaren sich Weibchen mach vier bis sechs Wochen oder im nächsten Frühjahr erstmals.
Die Westliche Heidekraut-Wühlmaus lässt sich schwer in Gefangenschaft halten, da sie kein gewöhnliches Mäusefutter annimmt. Wie bei anderen Wühlmäusen gibt es vermutlich über die Jahre schwankende Populationsgrößen.

## Gefährdung
Für den Bestand liegen keine Bedrohungen vor. Es sind verschiedene Schutzgebiete vorhanden. Die IUCN listet die Art als nicht gefährdet (least concern).